# Saint-Barthélemy (Landes)
Saint-Barthélemy is een gemeente in het Franse departement Landes (regio Nouvelle-Aquitaine) en telt 236 inwoners (1999). De plaats maakt deel uit van het arrondissement Dax.

## Geografie
De oppervlakte van Saint-Barthélemy bedraagt 5,7 km², de bevolkingsdichtheid is 41,4 inwoners per km².
De onderstaande kaart toont de ligging van Saint-Barthélemy (Landes) met de belangrijkste infrastructuur en aangrenzende gemeenten.

## Demografie
Onderstaande figuur toont het verloop van het inwonertal (bron: INSEE-tellingen).